# Nieznajomi: Ofiarowanie
Nieznajomi: Ofiarowanie (ang. The Strangers: Prey at Night) – amerykański film fabularny z 2018 roku, którego reżyserem jest Johannes Roberts, a scenarzystami są Bryan Bertino i Ben Ketai. Stanowi sequel horroru Bertino Nieznajomi (2008). W rolach głównych wystąpili w filmie Christina Hendricks, Martin Henderson, Bailee Madison i Lewis Pullman. Fabuła skupia się na losach czteroosobowej rodziny, która wybiera się do parku kempingowego. Tam padają ofiarą niebezpiecznych psychopatów. Światowa premiera projektu odbyła się 7 marca 2018; dwa dni później obraz pojawił się na ekranach kin w Polsce.

## Fabuła
Czteroosobowa rodzina wyrusza do parku kempingowego, położonego w ustronnym lesie. Okazuje się, że miejsce jest wyludnione. Spokój przyjezdnych zaburza niespodziewane pukanie do drzwi. Wkrótce okazuje się, że na terenie parku grasuje trójka psychopatów.

## Obsada
- Christina Hendricks − Cindy
- Martin Henderson − Mike
- Bailee Madison − Kinsey
- Lewis Pullman − Luke
- Emma Bellomy − Dollface
- Lea Enslin − Pin-Up Girl
- Damian Maffei − mężczyzna w masce

## Produkcja
W sierpniu 2008 roku przedstawiciele wytwórni Rogue Pictures poinformowali, że sequel kinowego przeboju Nieznajomi oficjalnie wszedł w fazę preprodukcji. Projektowi nadano roboczy tytuł: The Strangers: Part II. W lipcu 2009 serwisy internetowe donosiły, że zdjęcia do filmu ruszą za kilka tygodni − we wrześniu. Tak się jednak nie stało, a zdjęcia kręcone były dopiero od 30 maja 2017 roku − po etapie kilkuletniego "development hell". Za teren zdjęciowy posłużyły miasta Covington i Maysville w stanie Kentucky oraz Cincinnati w stanie Ohio.

## Odbiór
W recenzji dla serwisu His Name Is Death Albert Nowicki pisał: "Tym różni się Ofiarowanie od swojego poprzednika, że nie jest pełnym suspensu thrillerem. W filmie znalazło się kilka sekwencji okrutnego, psychologicznego zastraszania, choć tytułowych nieznajomych częściej widzimy w akcji – i to całkiem dosłownej. Kontynuacja jest bardziej dynamiczna niż prequel, bywa soczyście sensacyjna, chwilami wręcz wykrzyczana. Oryginał z 2008 roku wielu krytyków uznało za intymną, ale burzliwie emocjonującą odtrutkę na splat-packową ekstremę. W sequelu kameralność schodzi na drugi, może nawet piąty plan, a Roberts korzysta z innych niż Bertino środków wyrazu. Jego projekt to rasowy, ejtisowy slasher – o intensywnej barwie i bardzo 'kompaktowym' scenariuszu."